# Nihat Yusufoğlu

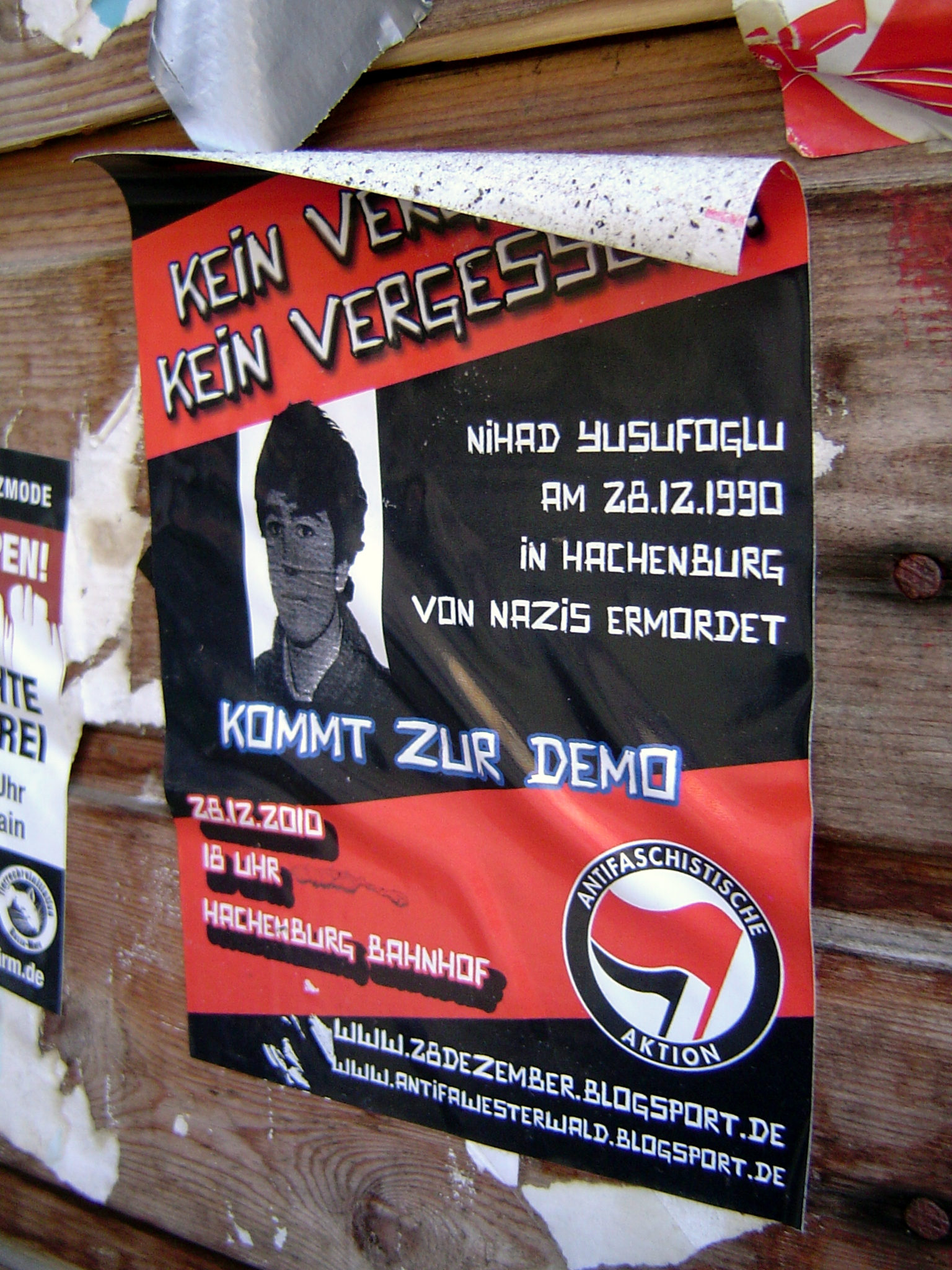
Mit diesem Aufkleber wurde zur Demonstration am 20. Todestag Yusufoğlus nach Hachenburg mobilisiert.

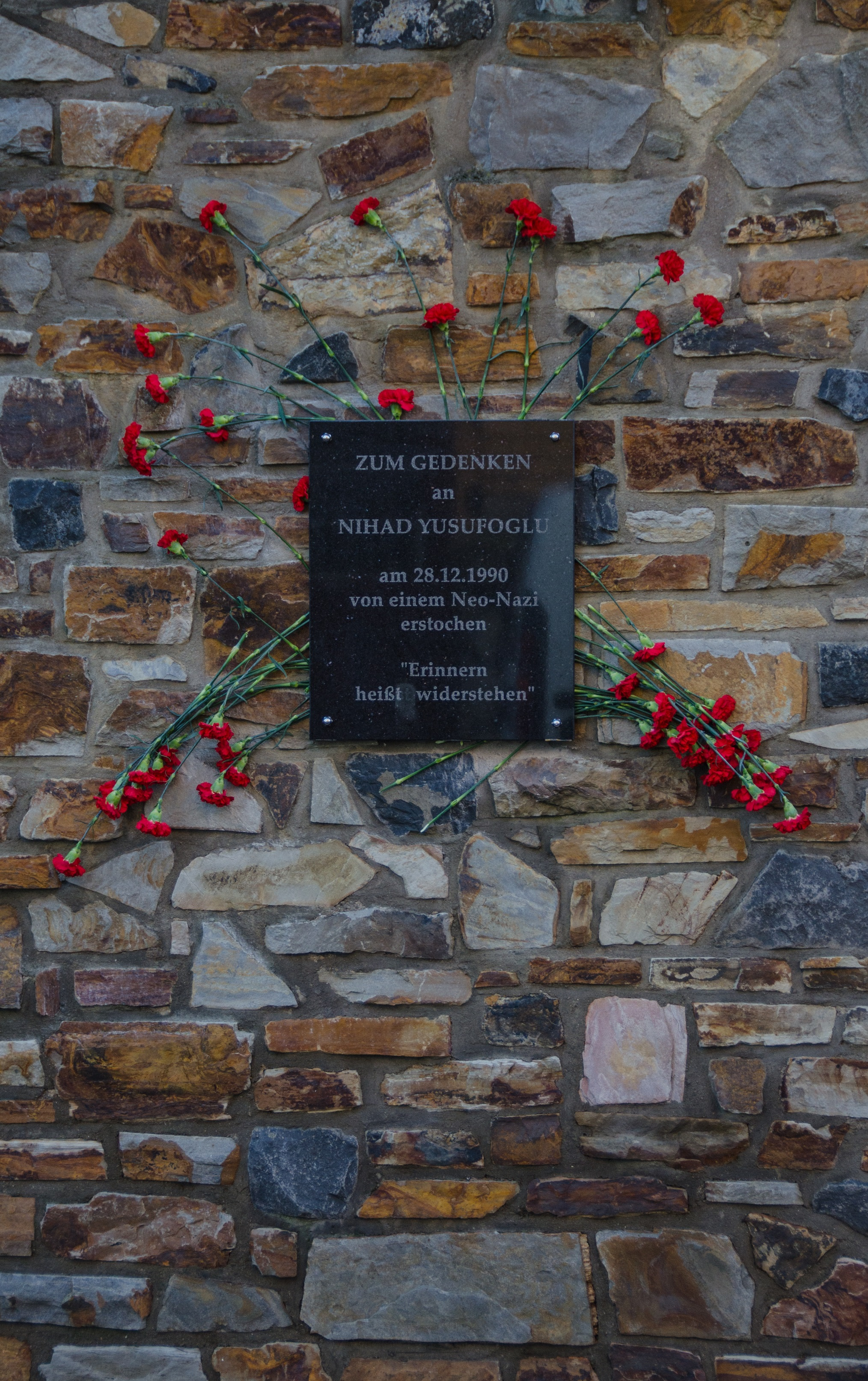
Gedenktafel

Nihat Yusufoğlu (auch Nihad; * 1974 in der Türkei; † 28. Dezember 1990 in Hachenburg, Rheinland-Pfalz) war ein aus der Türkei nach Deutschland eingewanderter Kurde, der von einem Neonazi-Skinhead erstochen wurde. Er war eines der ersten Todesopfer rechtsextremer Gewalt in der Bundesrepublik Deutschland nach der Wiedervereinigung. In türkischen Medien findet Yusufoğlu als erstes von bis zu zwölf türkischen Opfern rechtsextremer Gewalt in Deutschland nach der Wiedervereinigung Erwähnung. Sein Mord hat laut Angabe der Rhein-Zeitung in der Region eine „breite Debatte über Rassismus und Neonazismus“ ausgelöst.

## Herkunft
In der Türkei waren die Mitglieder der Familie Yusufoğlu als Kurden verfolgt worden. Ein Onkel und ein Großvater von Nihat waren umgebracht worden. Die elf in Hachenburg lebenden Familienmitglieder hatten in Deutschland Asyl beantragt.

## Tathergang
Bereits im Vorfeld des Mordes war die Familie Yusufoğlu über Wochen von Neonazis mit Beleidigungen und Bedrohungen attackiert worden. Diese hatten ihren Treffpunkt an einem Parkhaus gegenüber dem Haus der Yusufoğlus.
Am 28. Dezember 1990 versammelten sich insgesamt sechs Boneheads vor dem Haus und skandierten „Kanaken raus“, woraufhin Nihat und zwei seiner Brüder heraustraten und sich eine tätliche Auseinandersetzung entwickelte. Der 20-jährige Skinhead Alexander T. ermordete Nihat Yusufoğlu mit einem Messerstich durch den Rücken ins Herz. Nach dem Mord wurde das Haus der Familie Yusufoğlu mit Steinen beworfen, die Familienmitglieder bedroht, beleidigt und die Kinder verprügelt. Aber es gab auch eine Menschenkette in Gedenken an das Opfer. Die Familie verließ nach der Ermordung den Ort, was aufgrund ihres Status als Asylsuchende und der damit verbundenen Residenzpflicht nicht einfach war.

## Prozess
Nach Angaben der Staatsanwaltschaft Koblenz gehörte der Mörder T. zum Umfeld der rechtsextremen „Taunusfront“, als deren „Rädelsführer“ er sich gegenüber der Polizei bezeichnet hatte. T. war dem Verfassungsschutz von überregionalen rechtsextremen Aufmärschen bekannt. Gegen ihn lief bereits ein Ermittlungsverfahren wegen des Verwendens verfassungswidriger Kennzeichen. Obwohl er kurz vor der Tat von gewaltbereiten Skinheads aus Saarbrücken besucht worden war, behauptete er vor Gericht, sich zu dem Zeitpunkt der Tat schon von der Skinheadszene abgewandt zu haben.
In der TAZ wurde der Staatsanwaltschaft vorgeworfen, sie habe versucht, die Tat zu einem unpolitischen Dumme-Jungen-Streich herunterzuspielen, obwohl der Haupttäter sogar dem Verfassungsschutz bekannt gewesen sei. Der Täter wurde wegen Totschlags zu sechs Jahren Jugendhaft verurteilt. Das Gericht blieb mit dem Urteil unter der Forderung der Staatsanwaltschaft. In seiner Begründung ging der Jugendrichter nicht von einer rechtsextremen und rassistischen Motivation der Tat aus, wofür er in der Berichterstattung kritisiert worden ist.

## Nachwirkungen
Der Fall erregte Aufsehen in der deutschen wie der kurdischen und türkischen Presse und wird in der Todesopferliste der Amadeu Antonio Stiftung geführt. Daneben ist die Schilderung des Falles Teil zweier Wanderausstellungen. Die Tat bzw. die Verurteilung des Täters werden 1990 bzw. 1992 in den Verfassungsschutzberichten des Bundesinnenministeriums erwähnt. Die Bedeutung, die die Ermordung in der Region hatte, ermisst sich auch in der Auflistung des Falls in der Westerwälder-Chronik des 20. Jahrhunderts. Zum 20. Jahrestag des tödlichen Überfalls auf Nihat Yusufoğlu gab es in der Stadt Hachenburg eine Demonstration, an der über 300 Menschen, darunter der Bürgermeister der Stadt Peter Klöckner und der Dekan Martin Fries, teilnahmen.